# Madeleine Braun
Pour les articles homonymes, voir Braun et Weill.
Madeleine Braun, née Weill le 25 juin 1907 à Paris et morte le 22 janvier 1980 à Saint-Cloud, est une éditrice et femme politique française.
Militante pacifiste et antifasciste, elle fut engagée au sein du Mouvement Amsterdam-Pleyel, secrétaire générale du Comité international pour l’aide à l’Espagne républicaine, résistante sous l’Occupation et participa à la fondation, dans la zone Sud, du Front national de lutte pour la libération et l’indépendance de la France.
Députée communiste de la Seine, elle est, en 1946, l'une des deux premières femmes vice-présidentes de l'Assemblée nationale.

## Biographie

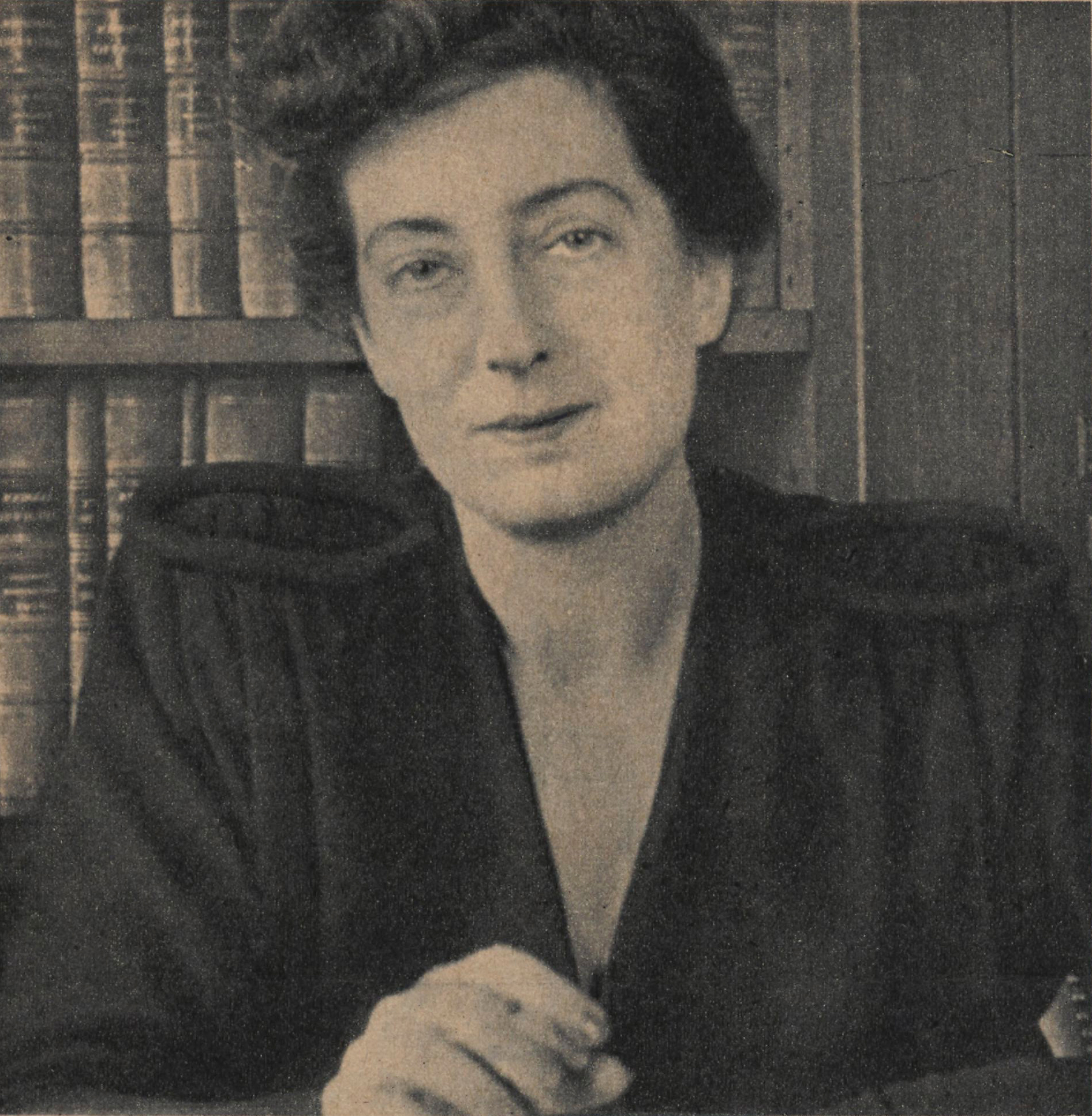
Photographie de Madeleine Braun publiée dans le magazine Regards du 27 décembre 1946.

Madeleine Weill est la fille d'Albert Weill, directeur de société, et de Gabrielle Hirsch, artiste peintre.
Elle fait ses études à l'école Villiers et à la Faculté de droit de Paris, puis épouse, le 8 juillet 1930, Jean Braun, homme d'affaires.
Elle s'engage contre la guerre et le fascisme au sein du Mouvement Amsterdam-Pleyel dont elle est membre du comité directeur, et du Comité international de coordination et d'information pour l'aide à l'Espagne républicaine, dont elle est secrétaire générale adjointe sous l'autorité de Victor Basch et Paul Langevin.
Entrée dans la Résistance, elle fait partie du mouvement Front national, qu'elle cofonde en Zone sud à la demande de Georges Marrane,. Elle est rédactrice du Patriote, dont elle devient directrice à la libération de Lyon. Adhérente au Parti communiste français en 1942 et membre du comité directeur du Front national, elle parvient à échapper aux poursuites.
Elle est déléguée à l'Assemblée consultative provisoire le 8 novembre 1944. Elle est ensuite, à partir de 1946, membre des assemblées de la IVe République. Elle compte ainsi parmi les premières femmes députées de l'histoire française. Le 14 juin 1946, elle est élue vice-présidente de l'Assemblée nationale. À ce titre, elle est présidente de séance et dirige les débats en alternance avec les autres vice-présidents ; avec Germaine Peyroles, elle est la première femme de l'histoire de la République à occuper ce poste,. Elle y est réélue à quatre reprises, entre 1946 et 1951,.
À la tribune de l'Assemblée, elle dénonce la politique étrangère réputée « atlantiste » de la France, inféodée, selon elle, à l'« impérialisme américain ».
Elle défend également une proposition de loi relative à l’égalité d’accès des femmes à toutes les fonctions publiques et professionnelles.
En 1951, elle ne se représente pas. À partir de 1961, elle dirige, avec Louis Aragon, les Éditeurs français réunis (EFR).
Elle collabore également à la revue Europe.

## Œuvres
- avec Robert Chambeiron, Tchécoslovaquie, carrefour de l'Europe, Les Éditions sociales, 1950 (EAN 2000190378253, OCLC 491357223).

## Distinctions
- Chevalier de la Légion d'honneur
- Croix de guerre 1939-1945, palme de bronze
- Médaille de la Résistance française avec rosette (décret du 5 août 1946)[10]

## Hommages
Une voie du 10e arrondissement de Paris porte le nom de Place Madeleine-Braun.
Le 8 mars 2023, une plaque est apposée en son honneur à la place qu'elle occupait à l'Assemblée nationale.